# Čitluk (Promina)
Čitluk es una localidad de Croacia en el ejido del municipio de Promina, condado de Šibenik-Knin.

## Geografía
Se encuentra a una altitud de 251 m s. n. m. a 310 km de la capital nacional, Zagreb.

## Demografía
En el censo 2011 el total de población de la localidad fue de 112 habitantes.
| Gráfica de población de Čitluk 1857-2011                            |
|                                                                     |
| Según los censos de población de la oficina estadística de Croacia. |